# Ipomoea piurensis
Ipomoea piurensis är en vindeväxtart som beskrevs av O'donell. Ipomoea piurensis ingår i släktet praktvindor, och familjen vindeväxter. Inga underarter finns listade i Catalogue of Life.